# Steve Burtenshaw
Stephen „Steve“ Burtenshaw (* 23. November 1935 in Hove; † 17. Februar 2022 in Worthing) war ein englischer Fußballspieler und -trainer.

## Leben und Karriere
Burtenshaw spielte zeit seiner Karriere bei einem Klub, Brighton & Hove Albion. Nach seinem Karriereende 1966 wurde er Co-Trainer beim Klub. 1971 kam er zum FC Arsenal. Bei den Gunners gehörte er zum Trainergespann mit Cheftrainer Don Howe. 1973 nahm er ein Angebot von Sheffield Wednesday an und blieb zwei Jahre in Sheffield. Im Januar 1977 war er drei Spiele Interimschefcoach beim FC Everton. Ein Jahr später übernahm er die Queens Park Rangers für ein Jahr. Nach seiner Karriere bei den Rangers kehrte er 1979 zu den Gunners zurück und wurde sogar von März bis Mai 1986 Cheftrainer als Don Howe zurücktrat. Burtenshaw war in der Schmiergeldaffäre rund um die Spieler Pål Lydersen und John Jensen beteiligt und wurde damals von der Football Association zu einer Geldstrafe von 10.000 £ verurteilt. Nach seiner Trainerkarriere war er noch Scout für die Queens Park Rangers und Manchester City.